# 罗贝尔·埃斯诺-佩尔特里
罗贝尔·阿尔贝·夏尔·埃斯诺-佩尔特里（法語：Robert Albert Charles Esnault-Pelterie，1881年11月8日—1957年12月6日），法国航天科学家。他一开始研究航空，后转入航天研究，是法国航天事业的先驱者。

## 生平
佩尔特里生于巴黎，童年就对机械技术感兴趣，17岁时就在家里构建了无线电实验室。1902年，他靠电子延时器获专利，同年大学毕业。第一次世界大战使他的工作一度中断，战后继续，创立了法国宇航学会。第二次世界大战以后，在瑞士渡过晚年。

## 工作
1904年5月，他制作滑翔机，没能达到预期，同年10月制作了另一架滑翔机，为其加装副翼，做了大量实验。之后，佩尔特里研制了一种气冷式航空发动机，并为动力飞机做出了单翼结构布局、封闭式座舱、复式操纵系统、单科全向操纵柄、副翼结构等改进。1909年驾驶自己设计的REP-2比斯飞机航行了8千米。
1912年佩尔特里发表了论文和演讲，展望了未来进行星际旅行的可能性，明确指出火箭发动机可以支持不需要空气的飞行。他推演了火箭在真空中运动的方程，计算了它逃离地球所必须的速度。而且，他还提出了利用月球火箭登录月球的三个阶段，计算了每个阶段所需时间、发动机功耗和效率和燃料质量。1927年6月在《星际航行的可能性》中探讨了太空飞行的意义和条件，并探讨了核发动机的前途。1930年写成总结性著作《航天学》。佩尔特里还正确的预言，火箭有可能用作大规模杀伤性武器。